# Titus de Favre
Titus de Favre (* Ende des 17. Jahrhunderts; † 1745) war ein deutscher Architekt wallonischer Herkunft, der am Ende der Regierungszeit König Friedrich Wilhelms I. als Oberbaudirektor in Berlin tätig war.

## Leben und Wirken

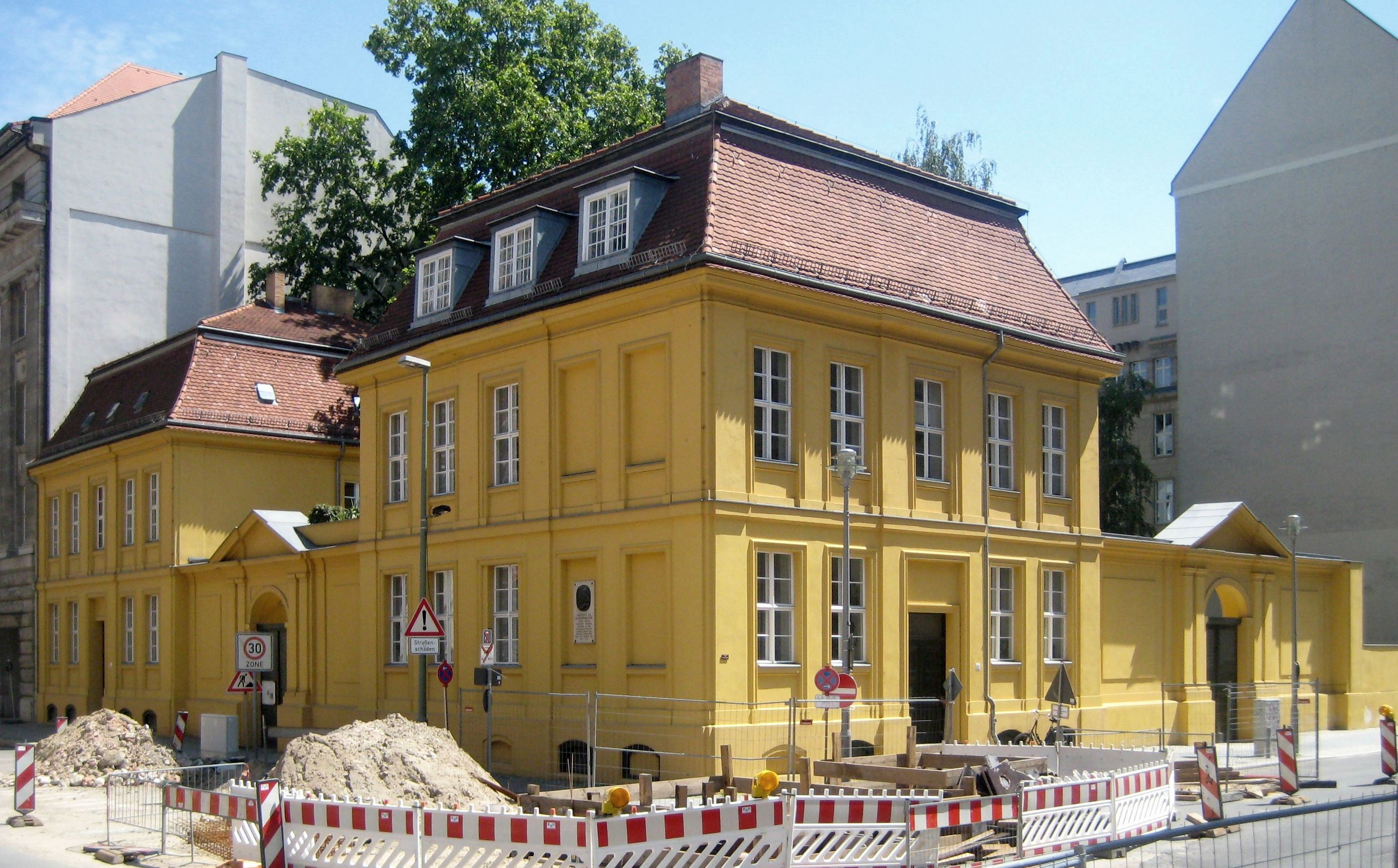
Pfarrhäuser der Berliner Dreifaltigkeitskirche, 2009

Titus de Favre wurde im März 1737 von König Friedrich Wilhelm I. aus den Niederlanden nach Berlin berufen, um die Nachfolge Philipp Gerlachs als Oberbaudirektor anzutreten. Nach verschiedenen Quellen führte Favre daneben den Titel eines Oberlandbaumeisters. Da er lediglich fünf Jahre in Berlin tätig war, gehen auf ihn nur wenige Bauten zurück, zumal ihm die Behörden in seiner Amtszeit „Untätigkeit“ vorwarfen.
Für den Wiederaufbau des 1734 eingestürzten Turms der Berliner Petrikirche legte Favre 1737 einen Entwurf vor. 1738 übernahm er gemeinsam mit dem Oberbaudirektor Johann Carl Stoltze die Leitung des Baus, der jedoch unvollendet blieb. 1737 bis 1739 errichtete der Hofmaurermeister Christian August Naumann nach Favres wahrscheinlich unter Stoltzes Beteiligung entstandenen Plänen die Dreifaltigkeitskirche in der Mauerstraße. Die ebenfalls von Favre entworfenen und von Naumann ausgeführten Pfarrhäuser der im Zweiten Weltkrieg zerstörten Kirche in der Taubenstraße/Ecke Glinkastraße sind zum Teil bis heute erhalten und damit die ältesten überkommenen Wohnbauten der Friedrichstadt.
Favre plante in Berlin eine Anzahl von Brücken. 1738 wurde die Spitalbrücke über den Festungsgraben zur Friedrichstadt errichtet. Sie war mit einem dorischen Säulenportikus aus Holz verziert. Ebenfalls 1738 ersetzte die von Hofzimmermeister Johann Andreas Adam Büring als Klappbrücke ausgeführte Hundebrücke einen Vorgängerbau aus dem 16. Jahrhundert. 1821 bis 1824 ist sie durch die bis heute erhaltene Schlossbrücke ersetzt worden. Die Gertraudenbrücke entstand 1739 ebenfalls nach Favres Plänen als hölzerne Klappbrücke.
Einen Umbau der Gertraudenkirche am Spittelmarkt begann Favre 1739 nach Plänen Friedrich Wilhelm Diterichs’. Die Kirche wurde 1872 abgebrochen, nachdem Umgestaltungsprojekte Karl Friedrich Schinkels nicht zur Ausführung gekommen waren.
Unter König Friedrich II. war Favre nur noch in der Provinz tätig. Die Leitung des Turmbaus der Petrikirche erhielt Georg Wenzeslaus von Knobelsdorff, während sich Favre in Fürstenwalde, Angermünde, Schwedt, Frankfurt (Oder), Küstrin und Landsberg an der Warthe untergeordneten Bauvorhaben wie der Instandsetzung von Wegen widmen musste. Obwohl sein Arbeitsbereich den „Festungs- und Residenzbau“ umfasste, waren diese Aufgaben für Favre offenbar unterrepräsentiert. Auf den seitens des Ministers von Happe erhobenen Vorwurf der „Untätigkeit“ erwiderte Favre im November 1742: [A]ußer daß [ich] mich in diesem Jahre denen Visitationen derer Magazins zu Frankfurt a. Oder, Cüstrin und Landsberg a. Warthe unterzogen, die Bereisung derer Heerstraßen und Wege von Berlin vorgenommen, deren Ausbesserungen angewiesen und besorget, im übrigen aber ohne der bei hiesigen Fortifications-Bau sich ereignenden Arbeit und denen dazugehörigen Rechnungen weiter nichts zu tun gefunden. Diese Einschätzung war angesichts der ständigen Arbeitsüberlastung der unter Friedrich II. tätigen Baumeister ungewöhnlich und bezeugte ein sehr eingeschränktes Arbeitspensum des Architekten.
Der 1745 verstorbene Titus de Favre war neben Johann Carl Stoltze einer der Lehrer des Architekten Johann Gottfried Büring.